# Campionati europei juniores di scherma 2014
I Campionati europei juniores di scherma del 2014 (2014 European Juniors Fencing Championships) sono stati organizzati dalla Confederazione europea di scherma e si sono svolti a Gerusalemme, in Israele, dal 28 febbraio al 4 marzo 2014.
Nel fioretto, si sono aggiudicati i titoli di campione europeo il ceco Alexander Choupenitch, che ha battuto in finale il francese Baptiste Mourrain, e la russa Svetlana Tripapina che ha avuto la meglio sull'italiana Erica Cipressa.
Nella spada l'israeliano Yuval Shalom Freilich ha battuto in finale lo spagnolo Yulen Pereira, mentre tra le donne l'elvetica Pauline Brunner ha superato l'italiana Roberta Marzani.
Nella sciabola l'italiano Luca Curatoli ha prevalso sull'israeliano Kostiantyn Voronov, mentre la magiara Anna Márton ha battuto la russa Tat'jana Suchova.
Nei campionati europei juniores a squadre maschili, la nazionale polacca ha prevalso nella finale del fioretto contro l'Ungheria, mentre la nazionale magiara ha vinto nella spada contro la formazione ucraina, ed infine la nazionale francese ha avuto la meglio sulla compagine russa nella sciabola.
Nei campionati europei juniores a squadre femminili, la nazionale italiana ha prevalso nella finale del fioretto contro la Russia, la Polonia ha vinto nella spada contro la compagine italiana, ed infine la formazione italiana ha avuto la meglio sulla nazionale magiara nella sciabola.

## Podi

### Uomini
| Specialità  | Oro                                                                          | Argento                                                                        | Bronzo                                                                        |
| Individuali |                                                                              |                                                                                |                                                                               |
| Fioretto    | Alexander Choupenitch                                                        | Baptiste Mourrain                                                              | András Németh Krystian Gryglewski                                             |
| Spada       | Yuval Shalom Freilich                                                        | Yulen Pereira                                                                  | Zsombor Bányai Balázs Hamar                                                   |
| Sciabola    | Luca Curatoli                                                                | Kostiantyn Voronov                                                             | Maxence Lambert Artëm Bučkovskij                                              |
| A squadre   |                                                                              |                                                                                |                                                                               |
| Fioretto    | Polonia Szymon Kozłowski Michał Siess Krystian Gryglewski Andrzej Rządkowski | Ungheria András Németh Dániel Dósa Tamás Mészáros Bálint Mátyás                | Russia Il'ja Degtjarëv Andrej Matveev Aleksandr Pivovarov Askar Chamzin       |
| Spada       | Ungheria Sándor Cho Taeun Zsombor Bányai Balázs Hamar Dániel Berta           | Ucraina Oleksandr Vaulin Mykyta Čerepachov Volodymyr Stankevyč Jurij Taranenko | Spagna Yulen Pereira Guillermo Sánchez-Rodríguez Àngel Fabregat Álvaro Ibáñez |
| Sciabola    | Francia Tom Seitz Remi Senegas Maxence Lambert Charles Colleau               | Russia Artëm Bučkovskij Aleksandr Trušakov Il'ja Andreev Dmitrij Danilenko     | Italia Luca Curatoli Leonardo Affede Francesco D'Armiento Francesco Bonsanto  |

### Donne
| Specialità  | Oro                                                                       | Argento                                                                         | Bronzo                                                                     |
| Individuali |                                                                           |                                                                                 |                                                                            |
| Fioretto    | Svetlana Tripapina                                                        | Erica Cipressa                                                                  | Maria Boldor Camilla Mancini                                               |
| Spada       | Pauline Brunner                                                           | Roberta Marzani                                                                 | Kamila Pytka Réka Szabó                                                    |
| Sciabola    | Anna Márton                                                               | Tat'jana Suchova                                                                | Flaminia Prearo Sofia Ciaraglia                                            |
| A squadre   |                                                                           |                                                                                 |                                                                            |
| Fioretto    | Italia Erica Cipressa Matilde Biagiotti Francesca Palumbo Camilla Mancini | Russia Viktorija Alekseeva Jana Alborova Svetlana Tripapina Kristina Samsonova" | Francia Pauline Ranvier Julie Mienville Chloe Jubenot Jeromine Mpah-Njanga |
| Spada       | Polonia Kamila Pytka Anna Mroszczak Jagoda Zagala Aleksandra Zamachowska  | Italia Roberta Marzani Giorgia Pometti Alice Clerici Alberta Santuccio          | Francia Coraline Vitalis Alexandra Louis-Marie Camille Hazard Amélie Awong |
| Sciabola    | Italia Sofia Ciaraglia Camilla Fondi Martina Criscio Flaminia Prearo      | Ungheria Petra Záhonyi Borbála Papp Luca László Anna Márton                     | Russia Anna Bašta Evgenija Karbolina Ekaterina Vorob'ëva Tat'jana Suchova  |